# ホレイショースクエア
ホレイショースクエア（Horatio Square）は東京ディズニーシーのアメリカンウォーターフロントにある広場のことである。

## 概要
ホレイショースクエアはアメリカンウォーターフロントの東側にあり、ハブの役割を果たしている。中心にはスクリューがあり（後述）、そのまわりに様々な施設が立ち並ぶ。
名称は、アメリカンドリームの作品を数多く執筆したアメリカの小説家ホレイショ・アルジャーに由来する。
クリスマス期になるとスクリューの代わりに、高さ約15メートルの大きなクリスマスツリーが建つ。

## 周辺施設

### ショップ
- ニュージーズ・ノヴェルティ

### レストラン
- S.S.コロンビア・ダイニングルーム （S.S.コロンビア内）
- テディ・ルーズヴェルト・ラウンジ （同上）
- レストラン櫻
- セイリングデイ・ブッフェ
- リバティ・ランディング・ダイナー
- バーナクル・ビルズ（ピア33 〜ボートマンズ・テラス〜）
- パパダキス・フレッシュフルーツ
- この他にもポップコーンワゴン、ドリンクワゴン、スーベニアプレート付きスイートを販売する臨時ショップがある。

### サービス施設
灰皿設置場所
- ブロードウェイミュージックシアター横の「ディズニーシー・エレクトリックレールウェイ」高架下

エレベーター
- S.S.コロンビア内

### その他
- ウォーターフロントパーク
- ドックサイドステージ
- S.S.コロンビア

## クリスマス・スクエア・ステージ
ニューイヤーズ・イヴ・セレブレーション2002、ハーバーサイド・クリスマス(2002年)、ニューイヤーズ・イヴ・セレブレーション2003の時に、ホレイショースクエアに特設されたステージ。約2000人収用。
ニューイヤーズ・イヴ・セレブレーション
- ニューイヤーズ・イヴ・セレブレーション2002
- ニューイヤーズ・イヴ・セレブレーション2003 スイングハーバー・カウントダウン

ハーバーサイド・クリスマス
- クリスマス・イン・ニューヨーク
- ハーバーサイド・クリスマス・グリーティング
- キャロリング・クリスマス

2003年以降のスペシャルイベントで特設ステージを使用する場合、ウォーターフロントパークにステージを造ることになった。

## バックグラウンドストーリー
ホレイショースクエアの中央にあるスクリューは、「処女航海に旅立ったS.S.ガルガンチュアがその航海の途中で沈没。その事故の犠牲者を慰霊するために記念に建てられた」というバックグラウンドストーリーが存在する。

## エリアミュージック
ホレイショスクエアのエリアミュージックは以下に記すサイトから確認できる。主に海軍などで使用されるマーチ曲が主として使用されている。
 - Tokyo Disney Resort PARK BGM Lists